# Blizzard Entertainment
Blizzard Entertainment je společnost vyvíjející a publikující počítačové hry se sídlem v Kalifornii. Firmu založili Mike Morhaime, Allen Adham a Frank Pearce v únoru 1991. Mezi nejznámější produkty patří série her Warcraft, Diablo a StarCraft. V neposlední řadě vydala společnost Blizzard populární karetní hru Hearthstone.
Blizzard se také velkou měrou podílel na hraní počítačových her po internetu. Ve svých hrách (počínaje hrou WarCraft II) vytvořil prostředí pro hraní a chatování zvané Battle.net (od roku 2017 přejmenováno na BlizzardApp). Toto prostředí nyní propojuje všechny jejich hry, takže spolu hráči mohou komunikovat, ať už hrají kteroukoliv z nich.

## Počítačové hry
- RPM Racing (1991) – závodní hra
- The Lost Vikings (1992) – logická plošinovka
- Rock & Roll Racing (1993) – závodní hra
- Blackthorne (1994) – akční plošinovka
- The Death and Return of Superman (1994) – akční plošinovka
- Warcraft: Orcs & Humans (1994) – fantasy strategie
- Justice League Task Force (1995) – bojová hra
- Warcraft II (1995) – fantasy strategie
  - Warcraft II: Beyond the Dark Portal (1996) – rozšíření
- Diablo (1996) – akční RPG
  - Diablo: Hellfire (1997) – rozšíření
- The Lost Vikings II (1997) – logická plošinovka
- StarCraft (1998) – sci-fi strategie
  - StarCraft: Brood War (1998) – rozšíření
- Warcraft Adventures (1998) – zrušená adventura
- Diablo II (2000) – akční RPG
  - Diablo II: Lord of Destruction (2001) – rozšíření
- Warcraft III: Reign of Chaos (2002) – fantasy strategie
  - Warcraft III: The Frozen Throne (2003) – rozšíření
- World of Warcraft (2004) – MMORPG
  - World of Warcraft: The Burning Crusade (2007) – rozšíření
  - World of Warcraft: Wrath of the Lich King (2008) – rozšíření
  - World of Warcraft: Cataclysm (2010) – rozšíření
  - World of Warcraft: Mists of Pandaria (2012) – rozšíření
  - World of Warcraft: Warlords of Draenor (2014) – rozšíření
  - World of Warcraft: Legion (2016) – rozšíření
  - World of Warcraft: Battle of Azeroth (2018) – rozšíření
  - World of Warcraft: Shadowlands (2020) – rozšíření
  - World of Warcraft: Dragonflight (2022) – rozšíření
- StarCraft II (2010) – sci-fi strategie
  - StarCraft II: Heart of the Swarm (2013) – rozšíření
  - StarCraft II: Legacy of the Void (2015) – rozšíření
- Diablo III (2012) – akční RPG
  - Diablo III: Reaper of Souls (2014) – rozšíření
- Hearthstone: Heroes of Warcraft (2014) – sběratelská karetní hra
- Heroes of the Storm (2015) – MOBA
- Overwatch (2016) – týmová FPS
- StarCraft: Remastered (2017) – remaster
- Warcraft III: Reforged (2020) – remaster
- Diablo II: Resurrected (2021) – remaster
- Overwatch 2 (2022) – týmová FPS
- Diablo IV (2023) – akční RPG
- Warcraft: Rumble (2023) - tower defense pro mobilní systémy